# 大鱗疣鱗魨
大鱗疣鱗魨為輻鰭魚綱魨形目鱗魨亞目鱗魨科的其中一種，為熱帶海水魚，分布於西印度洋紅海及阿曼灣海域，體長可達60公分，棲息在底中層水域，生活習性不明。